# 陆钶牌坊等零星石刻
陆钶牌坊等零星石刻位于中国浙江省宁波市海曙区集士港镇山下庄村潘岙，明代墓葬，目前墓破坏较为严重，石刻及牌坊等被迁往各地，原有石马、石虎、石羊等迁至天童林场，牌坊迁至屠滽墓山脚下，一件文臣上身像迁至果木场，墓地仅存墓穴及拜台，尚存华表柱座、石栏构等，墓穴有盗洞，穴前左侧发现文臣大身断为二截，2010年9月公布为鄞州区文物保护单位，2018年12月28日因行政区划调整公布为海曙区文物保护单位。